# No Minu
No Minu (1986. május 29.–) dél-koreai zenész, énekes és színész. 2004-ben debütált a TRAX nevű rockegyüttes dobosaként, két évvel később kivált. 2008 óta számos televíziós sorozatban és filmben játszott, legismertebb sorozatai a Pasta, a Midas, a My Girlfriend is a Nine-Tailed Fox és a Full House Take 2.

## Élete és pályafutása
Édesanyja Japánban dolgozott énekesnőként, húszéves volt, amikor fia megszületett. Míg édesanyja Japánban élt, No sokat ingázott Korea és Japán között. 7 évesen kezdett el zongorázni tanulni. Egy öccse van, Dzsonghun (Jeong-hun), aki I’ll (아일) néven énekes.
No Minu 2004-ben a TRAX rockegyüttes dobosaként debütált Rose művésznéven. Az együttes létrehozására az S.M. Entertainment négy évig készült, zenéjükben a rockot, az elektronikus zenét, a triphopot és az acid rockot ötvözték. 2006-ban kivált az együttesből, hogy színészi karrierjére koncentrálhasson.
2009-ben a 24/7 elnevezésű alkalmi formáció vezetőjeként tért vissza a zenei életbe, I Dzsangu és Hjon U mellett. Az együttes That Guy's Girl címmel kislemezt és videóklipet adott ki.
2008-tól kezdődően No számos filmben és televíziós sorozatban kapott szerepet. Kisebb szerepek után 2012-ben a Pasta és a My Girlfriend is a Nine-Tailed Fox sorozatokban játszott, utóbbiért az SBS Drama Awardson elnyerte az „Új sztár”-díjat. Első főszerepét a Rock, Rock, Rock című négyrészes sorozatban kapta, ahol Kim Thevont, a legendás koreai rockegyüttes, a Boohwal gitárosát alakította. 2011-ben a Midas sorozatban egy rákos beteget játszott, a színész csaknem 10 kilogrammot fogyott a szerep kedvéért. 2012-ben a Full House Take 2 című sorozatát a koreai SBS Plus és a japán TBS csatorna kezdte vetíteni. Ugyanebben az évben No a kínai Love Expiration Date című sorozat főszerepét is megkapta, emellett a sorozat zenei rendezője is ő volt, illetve dalszerzőként is közreműködött.
2012-ben szerződése a Core Contents Mediával véget ért, saját menedzsmentcéget alapított MJ Dreamsys néven.
2013. július 1-jén megjelent Rockstar című dala, melynek videóklipjét új YouTube-csatornájára töltötték fel.
2014-ben kisebb szerepet játszott az Admirális – Aki legyőzte Japánt című filmben. Ugyanebben az évben a The Greatest Marriage című sorozatban is szerepelt.
2015-ben az MBC Nai jugamszuroun namdzsacshingu című sorozatában kapott főszerepet.
2016 októberében bevonult katonának, 2018 júliusában szerelt le.
Visszatérését követően az MBC-n futó Partners for Justice 2 sorozatban játszott kettős szerepet.

## Filmográfia

### Televíziós sorozatok
- 2019: Partners for Justice 2 (MBC)
- 2015: Eating Existence (Naver TV Cast)
- 2015: Nai jugamszuroun namdzsacshingu (MBC Dramanet)
- 2014: The Greatest Marriage (TV Chosun)
- 2014: God's Gift – 14 Days (SBS)
- 2013: The Blade and Petal (KBS2)
- 2013: Love Expiration Date (ZJSTV)
- 2013：Monstar (Mnet) (cameo)
- 2012: Full House Take 2 (TBS/SBS Plus)
- 2011: Midas (SBS)
- 2010: Rock, Rock, Rock (KBS2)
- 2010: My Girlfriend is a Nine-Tailed Fox (SBS)
- 2010: Pasta (MBC)
- 2009: Jung Yak Yong (OCN) (cameo)
- 2009: Mrs. Town (tvN)
- 2009: Tae-hee, Hye-kyo, Ji-hyun (MBC)
- 2008: Detective Mr. Lee (tvN)

### Filmek
- 2014: The Admiral: Roaring Currents
- 2014: One Day, First Love Invaded Me
- 2011: Ghastly
- 2008: A Frozen Flower
- 2008: Story of Wine

## Diszkográfia
- Story of Wine OST (dalszövegíró, előadó, zenei rendező; 2009)
- My Girlfriend is a Nine-Tailed Fox OST (2010)
  - 덫 Tot (dalszövegíró, előadó)
- Midas OST
  - 슬픈사랑 Szulphun szarang (szövegíró, előadó)
  - 사랑해도 되나요 Szaranghedo tönajo (dalszerző, előadó, zongora, gitár)
- Full House Take 2 OST (2012)
  - Touch (előadó)
  - Sad Touch (előadó)
  - Hello Hello (előadó)
- Love Expiration Date OST (2013)
  - 1 Minute 1 Second
- ICON (középlemez, 2013）
  - ROCKSTAR
  - Baby
  - Hello
  - Alive
- God's Gift – 14 Days OST (2014)
  - Snake Eyes
  - Heaven
- The Greatest Marriage OST (2014) 
  - Crazy Love
- My Unfortunate Boyfriend OST (2015) 
  - I Love You
  - Shining Love
- Gravity (japán, Minue néven, 2016) 
  - Gravity
  - We rock
  - believe
- Partners for Justice 2 OST (2019)[23]
  - Dr.K

## Díjai és elismerései
- 2010 SBS Drama Awards: Új sztár (My Girlfriend is a Nine-Tailed Fox)
- 2019 MBC Drama Awards: Scene Stealer Award (Partners for Justice 2) [24]